# Renault Clio V6
Renault Clio V6 - sportowy model Renault zbudowany na bazie Clio II, produkowany w latach 2001 - 2005 w fabryce Alpine. Łącznie wyprodukowano 2935 egzemplarze.

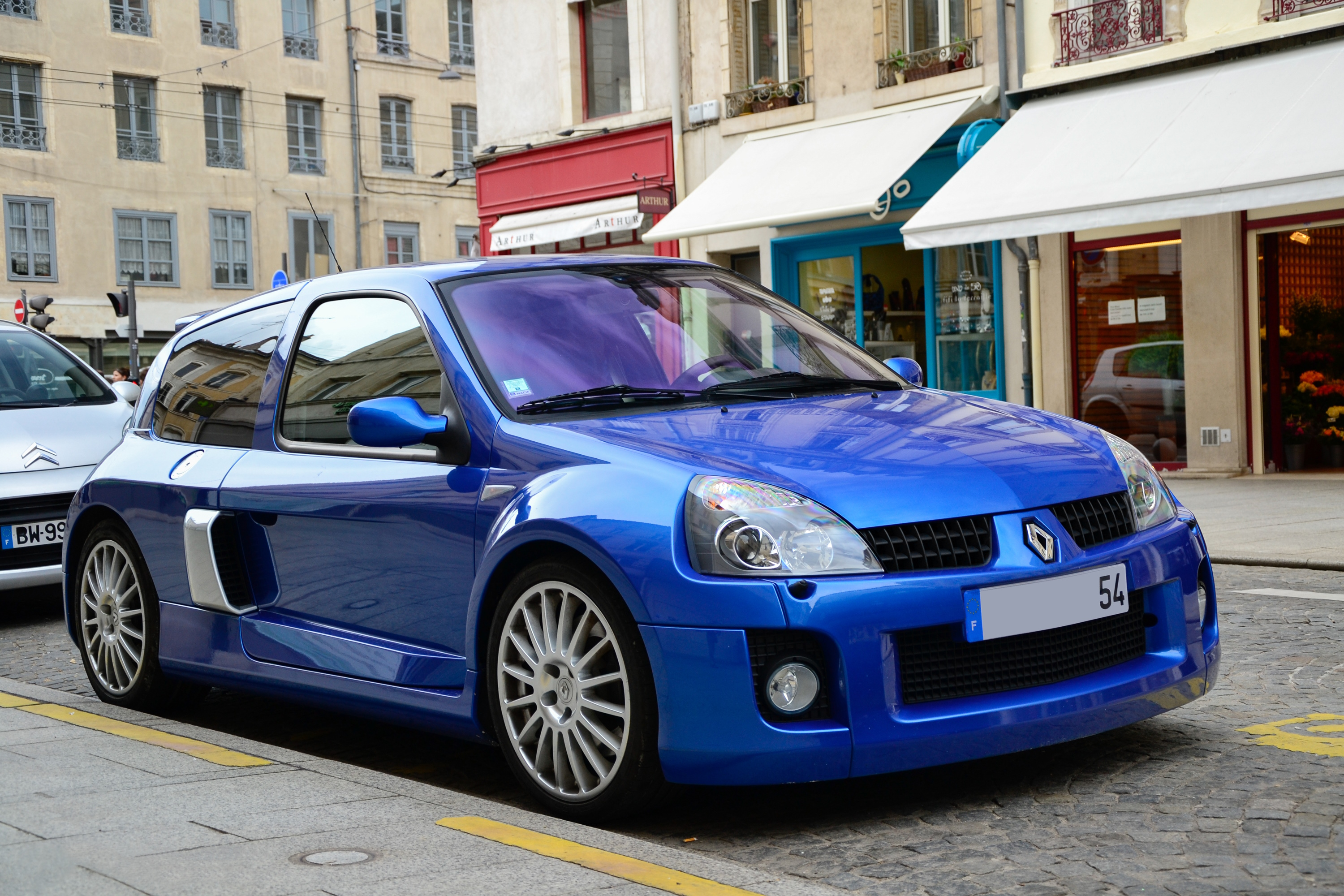
Renault Clio V6 Phase II

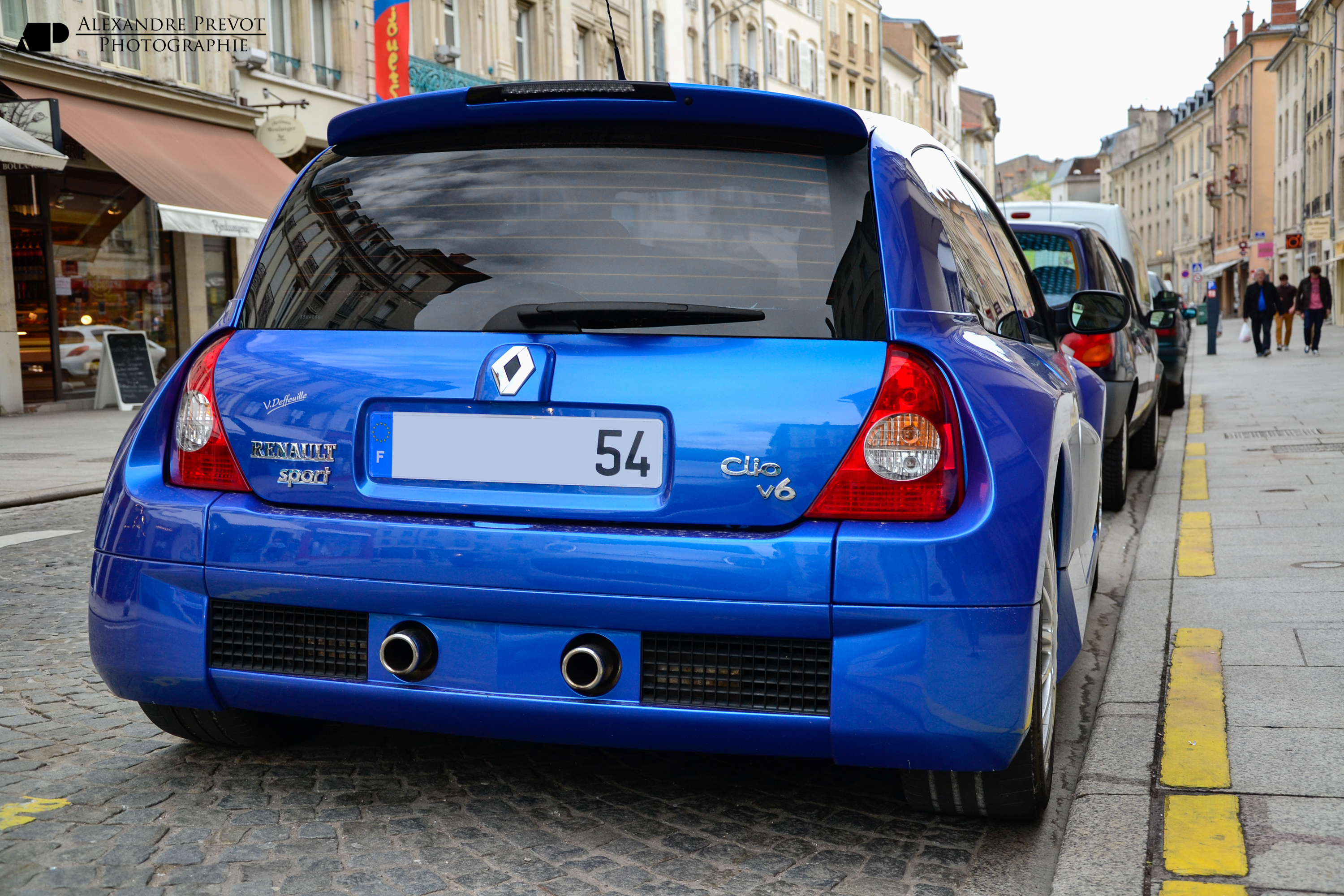
Tył Clio V6 Phase II

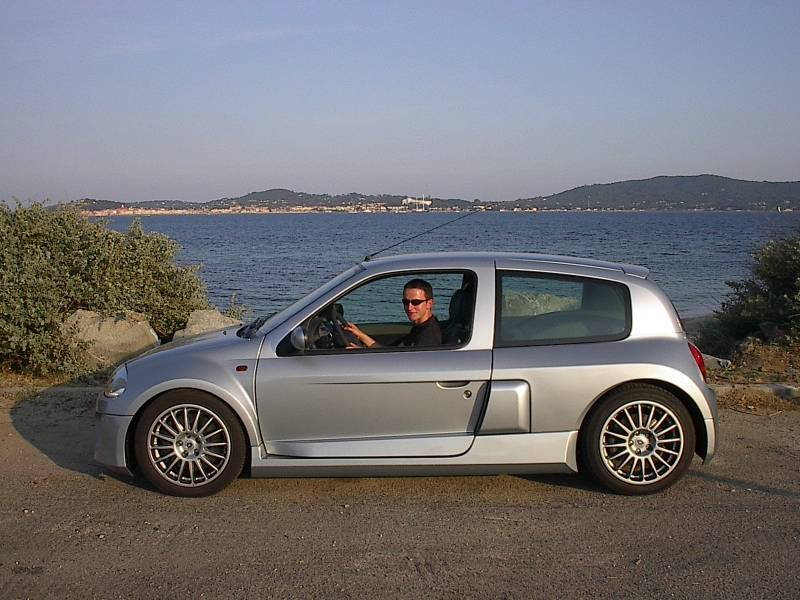
Bok Clio V6 Phase I

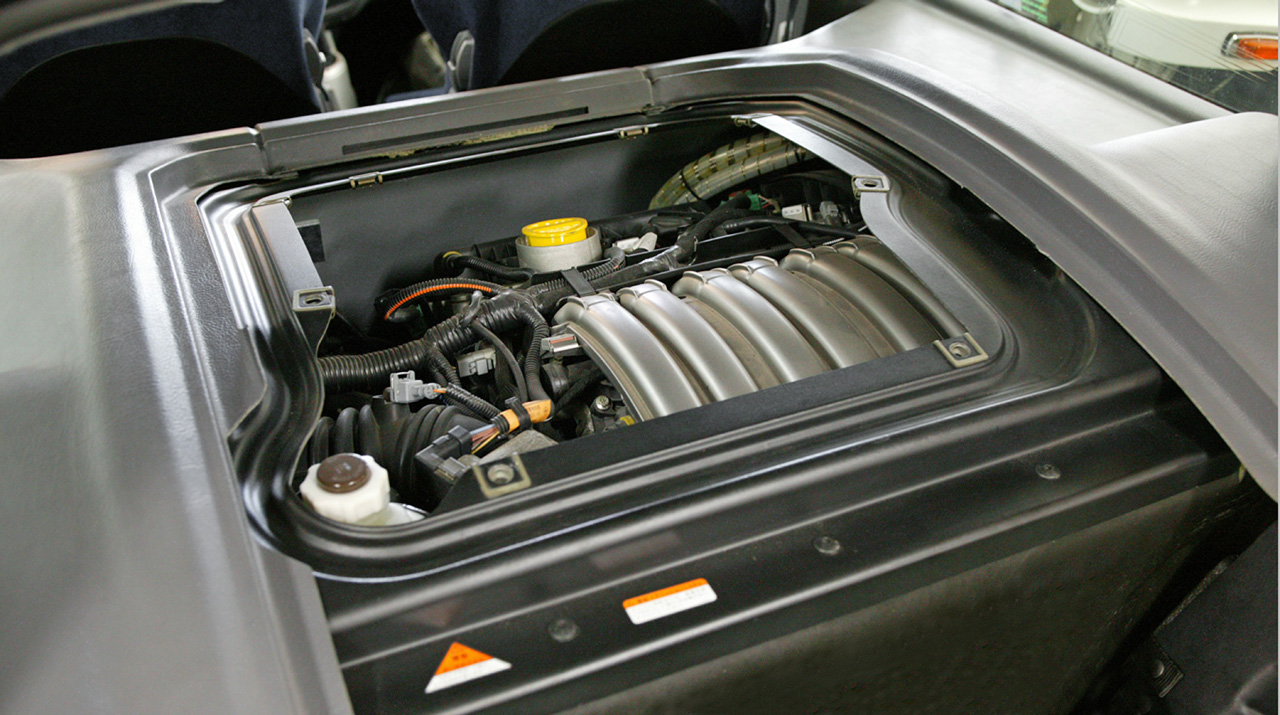
Silnik V6

Pojazd jest mocno zmodernizowaną seryjną odmianą drugiej generacji auta klasy miejskiej, modelu Clio. Prace nad pojazdem rozpoczęto w 1998 roku, a jego pierwsza prezentacja miała miejsce podczas wyścigu w Hiszpanii w kwietniu 1999 roku. W 1998 roku podczas targów motoryzacyjnych w Paryżu zaprezentowano jeden z prototypów pojazdu z silnikiem 3.0 o mocy 285 KM. Wkrótce potem podjęto oficjalną decyzję o wprowadzeniu na rynek drogowej wersji pojazdu z silnikiem V6. Opracowanie projektu powierzone zostało brytyjskiej firmie Tom Walkinshaw Racing. Produkcję pojazdu rozpoczęto w Szwecji, gdzie firma TWR miała swoją fabrykę.
Do napędu pojazdu użyto widlastego sześciocylindrowego silnika benzynowego o pojemności 2.9 litra, który umieszczony został centralnie, tuż za przednimi fotelami. Pochodzi on z usportowionej wersji modelu Laguna. Napęd przenoszony jest za pomocą 6-biegowej manualnej skrzyni biegów na tylną oś pojazdu. Z powodu dużego zapotrzebowania na powietrze z boku pojazdu umieszczono duże wloty powietrza oraz poszerzono wszystkie zderzaki. 
W 2003 roku wraz z seryjną wersją pojazdu, model V6 przeszedł face lifting. Zmieniono m.in. pas przedni i tylny pojazdu. Zastosowano m.in. nowe reflektory oraz wnętrze. Przy okazji zmieniono układ zawieszenia, a z pomocą konstruktorów Porsche zwiększono moc silnika do 255 KM, a produkcję pojazdu przeniesiono do Francji.
Standardowym wyposażeniem pojazdu był zwykły system ABS oraz skórzana tapicerka, radio CD i klimatyzacja oraz elektryczne sterowanie szyb i elektryczne sterowanie lusterek.

## Dane techniczne
|                                 | Phase I                | Phase II               |
| ------------------------------- | ---------------------- | ---------------------- |
| Okres budowy                    | 11/2000 - 12/2002      | 12/2002 - 12/2005      |
| Typ silnika                     | L7X 760                | L7X 762                |
| Rodzaj silnika                  | benzynowy V6           | benzynowy V6           |
| Ilość zaworów na cylinder       | 4                      | 4                      |
| Chłodzenie                      | cieczą                 | cieczą                 |
| Układ zasilania                 | wtrysk Bosch           | wtrysk Bosch           |
| Średnica cylindra × skok tłoka  | 87,0 x 82,6 mm         | 87,0 x 82,6 mm         |
| Pojemność                       | 2946 cm³               | 2946 cm³               |
| Stopień sprężania               | 11.4: 1                | 11.4: 1                |
| Moc maksymalna                  | 166 kW (226 KM) / 6000 | 187 kW (254 KM) / 7150 |
| Max. moment obrotowy            | 300 Nm / 3750          | 300 Nm / 4650          |
| Prędkość maksymalna             | 235 km/h               | 250 km/h               |
| Przyspieszenie 0-100 km / h     | 6,4 s                  | 5,8 s                  |
| Średnie zużycie paliwa / 100 km | 11,2 l                 | 11,9 l                 |